# Кобылки (село)
Кобы́лки — село в Глушковском районе Курской области России. Административный центр Кобыльского сельсовета.

## География
Село находится на юго-западе Курской области, в пределах Обоянской гряды, в юго-западной части Среднерусской возвышенности, в лесостепной зоне, на левом берегу реки Сейм, на расстоянии примерно 1 км (по прямой) к востоку от Глушкова, административного центра района. Абсолютная высота — 145 м над уровнем моря.

### Климат
Климат характеризуется как умеренно континентальный, с тёплым летом и умеренно холодной зимой. Среднегодовая температура — 4,5 °C. Средняя температура воздуха самого тёплого месяца (июля) — 22 °C; самого холодного (января) — −12 °C. Среднегодовое количество атмосферных осадков составляет 600 мм, из которых большая часть выпадает в тёплый период.

### Часовой пояс
Село Кобылки, как и вся Курская область, находится в часовой зоне МСК (московское время). Смещение применяемого времени относительно UTC составляет +3:00.

## История
В 1679 году сельцо Кобылки получило статус села в связи с постройкой местным помещиком Андреем Щекиным Михайловской церкви.

## Население
| 2002 | 2010  |
| ---- | ----- |
| 1291 | ↘1179 |

### Половой состав
По данным Всероссийской переписи населения 2010 года в половой структуре населения мужчины составляли 45,9 %, женщины — соответственно 54,1 %.

### Национальный состав
Согласно результатам переписи 2002 года, в национальной структуре населения русские составляли 97 %.